# 朱亦兵

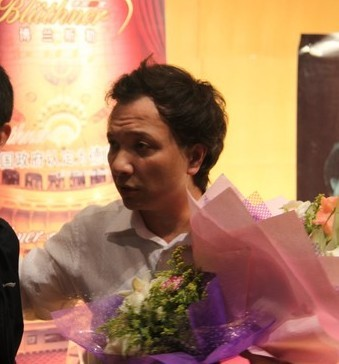
朱亦兵在中央音乐学院

朱亦兵（1966年2月24日—），中国大提琴家、指挥家、音乐教育家。

## 生平

### 早年经历
朱亦兵有四分之一瑞士血统。曾从法国大提琴家莫里斯·让德龙学习。在日内瓦荣获多项大奖，是第一位在国际大赛中获奖的中国大陆大提琴家。他于1987年毕业于巴黎音乐学院，后跟随作曲家、指挥家布列兹研习20世纪音乐。朱亦兵曾担任多个欧洲重要管弦乐团的首席或客座首席大提琴手，并曾与老一辈大提琴家罗斯特罗波维奇等人同台演出。他也曾在巴塞尔音乐学院学习指挥，并指挥过多个著名交响乐团。

### 回国后
2004年，旅居国外21年的朱亦兵返回中国大陆，担任中央音乐学院教授，并创建了重奏组合中国大提琴爱乐，在各地巡回演出，广受好评。朱亦兵还是一位热情的古典音乐普及工作者，曾在电视台、大学等多种场合进行讲座、音乐会等。